# 1079
| [ Edytuj tabelę ]          |                                                                 |
| Książę Polski              | - 1079 Władysław I Herman 1102                                  |
| Król Polski                | - 1076 Bolesław II Szczodry 1079                                |
| Król Angkoru               | - 1066 Harszawarman III 1080                                    |
| Król Anglii                | - 1066 Wilhelm Zdobywca 1087                                    |
| Król Aragonii i Nawarry    | - 1063 Sancho Ramírez 1094                                      |
| Hrabia Barcelony           | - 1076 Rajmund Berengar II 1082 - 1076 Berengar Rajmund II 1097 |
| Książę Bawarii             | - 1077 Henryk VIII 1096                                         |
| Książę Burgundii           | - 1076 Hugo I 1079 - 1079 Odo I 1102                            |
| Cesarz Bizancjum           | - 1078 Nicefor III Botaniates 1081                              |
| Cesarz Chin                | - 1067 Song Shenzong 1085                                       |
| Książę Czech               | - 1061 Wratysław II 1092                                        |
| Król Danii                 | - 1074 Harald Hein 1080                                         |
| Władca Egiptu              | - 1036 Al-Mustansir 1094                                        |
| Król Francji               | - 1060 Filip I 1108                                             |
| Król Gruzji                | - 1072 Jerzy II 1089                                            |
| Hrabia Holandii            | - 1061 Dirk V 1091                                              |
| Cesarz Japonii             | - 1072 Shirakawa 1086                                           |
| Kalif                      | - 1075 Al-Muktadi 1094                                          |
| Król Kastylii              | - 1072 Alfons VI 1109                                           |
| Wielki książę Kijowa       | - 1078 Wsiewołod I 1093                                         |
| Patriarcha Konstantynopola | - 1075 Kosma I Jerozolimski 1081                                |
| Władca Korei               | - 1046 Munjong 1083                                             |
| Władca Maroka              | - 1070 Jusuf ibn Taszfin 1106                                   |
| Król Norwegii              | - 1066 Olaf III Pokojowy 1093                                   |
| Książę Obodrzyców          | - 1066 Krut 1093                                                |
| Hrabia Palatynatu          | - 1061 Herman II Luksemburski 1085                              |
| Papież                     | - 1073 Grzegorz VII 1085                                        |
| Sułtan Rumu                | - 1077 Sulajman I 1086                                          |
| Książę Saksonii            | - 1072 Magnus 1106                                              |
| Sułtan Seldżuków           | - 1072 Malikszah I 1092                                         |
| Król Szkocji               | - 1058 Malcolm III 1093                                         |
| Król Szwecji               | - 1070 Hakan Ryży i Inge I Starszy 1080                         |
| Doża Wenecji               | - 1071 Domenico Selvo 1084                                      |
| Król Węgier                | - 1077 Władysław I Święty 1095                                  |

Rok 1079 / MLXXIX
stulecia: X wiek ~
XI wiek ~
XII wiek

lata: 1069 «
1074 «
1075 «
1076 «
1077 «
1078 «
1079
» 1080
» 1081
» 1082
» 1083
» 1084
» 1089

## Wydarzenia w Polsce
- 11 kwietnia – śmierć biskupa Stanisława ze Szczepanowa skazanego przez Bolesława II Śmiałego na poćwiartowanie za zdradę stanu.

- Ucieczka Bolesława II Śmiałego na Węgry związana ze śmiercią biskupa Stanisława oraz buntem możnych przeciw prowadzonej polityce.
- Objęcie tronu przez Władysława I Hermana.
- Płock został stolicą Polski.
- Rozpoczęto budowę Kościoła św. Andrzeja w Krakowie, z fundacji palatyna Sieciecha. Był główną świątynią osady Okół. Budowę ukończono w  roku 1098.

## Wydarzenia na świecie
- Perski astronom i matematyk Omar Chajjam na bazie swych obserwacji obliczył długość roku na 365,24219858156 dni.
- 15 marca – bazując na obliczeniach Omara Chajjama, sułtan Malikszah I dokonał reformy kalendarza irańskiego, której odpowiednikiem w kręgu europejskim jest reforma z 1582 roku przeprowadzona przez Grzegorza XIII.

- Po śmierci króla Hakana Ryżego, Halsten został królem Szwecji i dzielił władzę z bratem Inge I Starszym.

## Urodzili się
- Piotr Abélard – filozof i teolog francuski (zm. 1142)

## Zmarli
- 11 kwietnia – Stanisław ze Szczepanowa, biskup krakowski, święty, patron Polski (data urodzin nieznana, tradycyjnie wyznaje się, że urodził się 1030)